# 埃尔米特环形山
埃尔米特环形山（Hermite）是位于月球边沿靠近北极的一座大型古撞击坑，约形成于45.5-39.2亿年前的前酒海纪，其名称取自十九世纪法国数学家夏尔·埃尔米特（1822年-1901年），1964年被国际天文学联合会批准接受。

## 描述

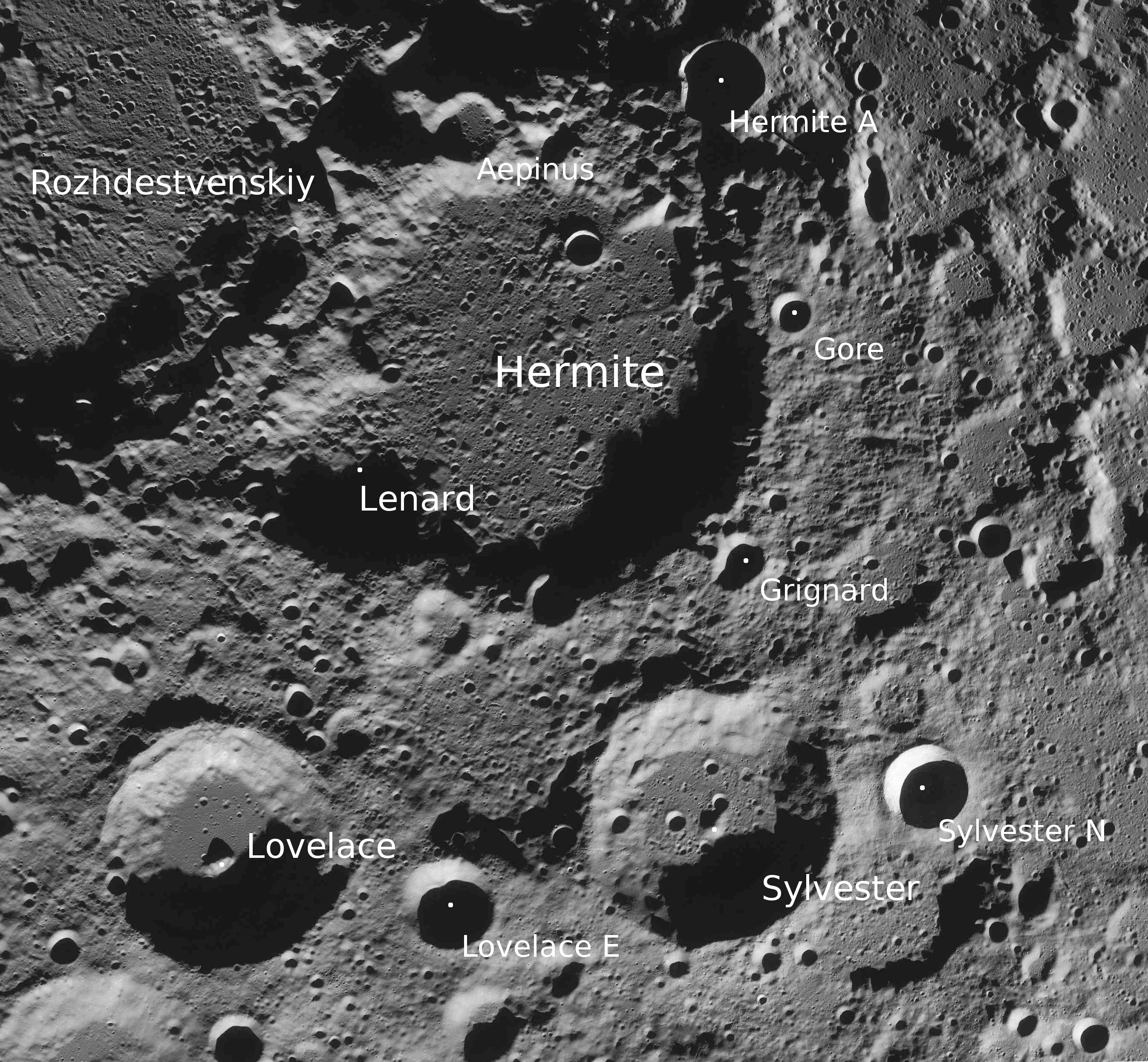
埃尔米特环形山的周边，月球勘测轨道飞行器。

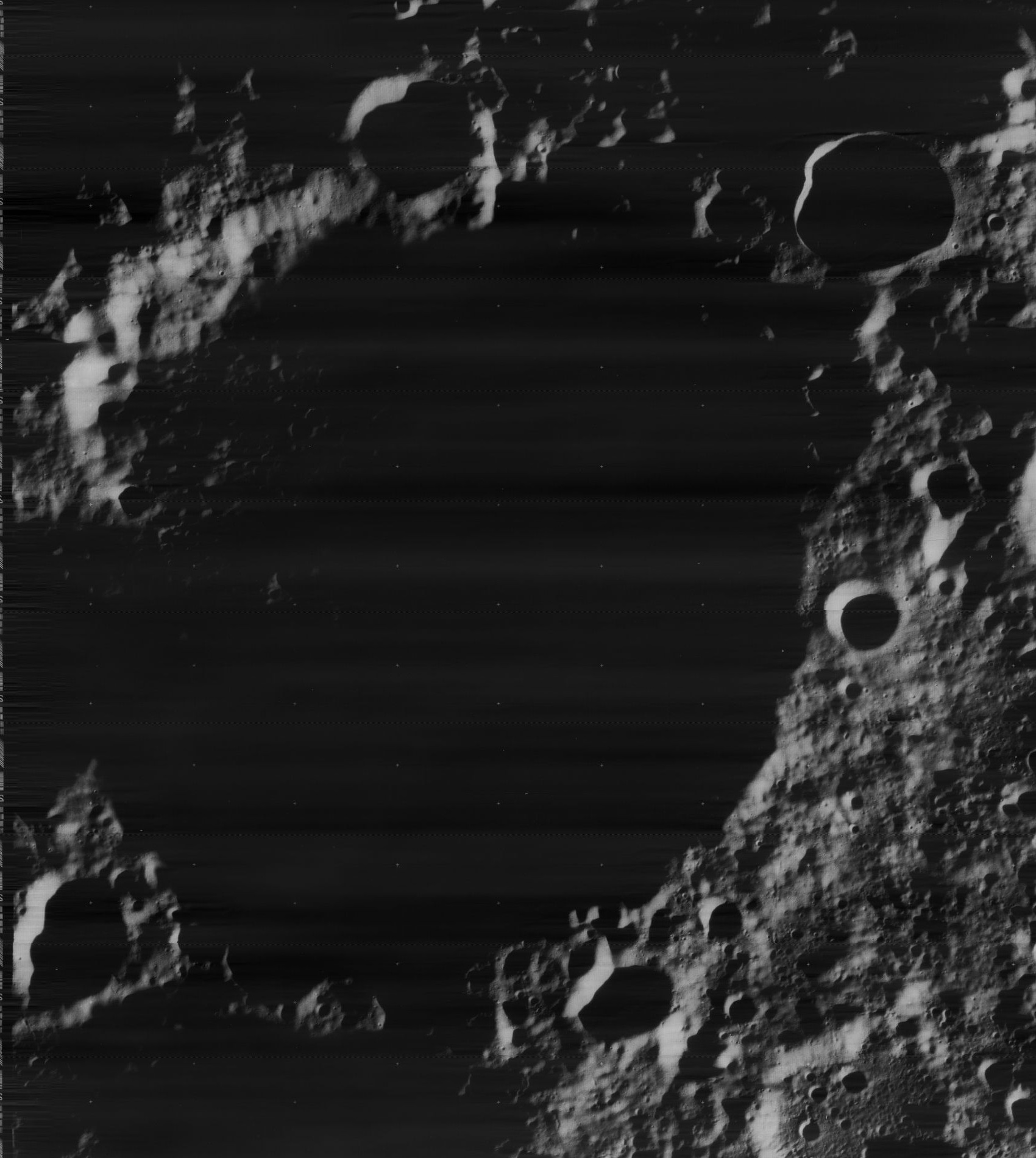
月球轨道器4号拍摄的图像

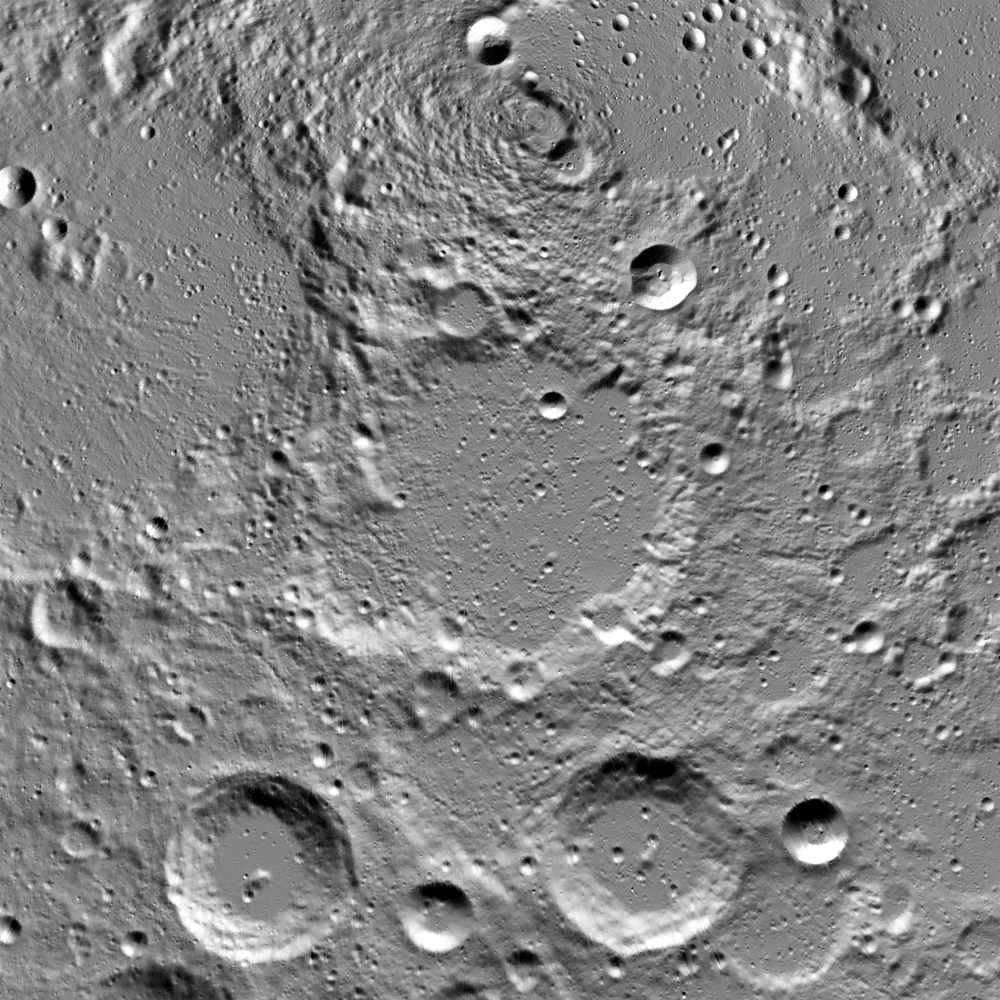
根据月球勘测轨道飞行器激光测高仪数据构建的埃尔米特环形山地形图

该陨坑西侧靠近更大的罗日杰斯特文斯基环形山、南面毗邻较小的洛夫莱斯环形山和西尔维斯特环形山，而小陨坑格林尼亚则直接坐落在它的东南侧壁上。该陨坑中心月面坐标为86°10′N 93°19′W / 86.17°N 93.32°W，直径108.64公里，深度2.88公里。从地球上几乎只能看到它的侧面，只有斜射的阳光才能照射到它。
埃尔米特环形山是一座已磨损和侵蚀的陨石坑，崎岖的坑壁已被过去的撞击凿裂和击碎。西南侧因融合了格林尼亚陨石坑而显得边缘有些外凸，二者坑底已完全形成一体；二座小陨坑横跨在南侧坑壁上，而北端坑壁上也附靠了一座类似的撞击坑。该环形山坑壁高出周边地形约1530米，壁顶与坑底最大落差4280米，内部容积约为12015立方千米。坑底地表已被重塑，形成一片坑穴和冈峦密布的开阔平原。靠东北内壁坐落有一座醒目的小碗状坑。
2009年，美国宇航局发射的月球勘测轨道飞行器记录到埃尔米特环形山坑内温度仅有26K（华氏-413°、摄氏−247°），是太阳系中所记录到的最寒冷的地方，甚至比冥王星表面的43K（华氏-382°、摄氏−229°）
还低。

## 卫星陨石坑
按惯例，最靠近埃尔米特环形山的卫星坑将在月图上以字母标注在它的中心点旁边。
| 埃尔米特 | 月面坐标                        | 直径    |
| -------- | ------------------------------- | ------- |
| A        | 87°48′N 47°06′W / 87.8°N 47.1°W | 20 公里 |

## 参引资料
1. 1 2 3 4 5  Lunar Impact Crater Database
2. ↑   (PDF).   [2016-11-20]. （原始内容存档 (PDF)于2013-02-20）.
3. ↑  .   [2016-11-20]. （原始内容存档于2019-11-28）.
4. ↑  Amos, Jonathan. . BBC. 16 December 2009  [17 December 2009]. （原始内容存档于2012-03-12）.
5. ↑  Williams, Ryan. . Space.com. 3 January 2006  [2016-11-20]. （原始内容存档于2020-08-07）.

## 另请参阅
- Andersson, L. E.; Whitaker, E. A. . NASA RP-1097. 1982.
- Blue, Jennifer. . USGS. 25 July 2007  [2014-12-05]. （原始内容存档于2019-11-28）.
- Bussey, B.; Spudis, P. . New York: Cambridge University Press. 2004. ISBN 978-0-521-81528-4.
- Cocks, Elijah E.; Cocks, Josiah C. . Tudor Publishers. 1995. ISBN 978-0-936389-27-1.
- McDowell, Jonathan. . Jonathan's Space Report. 15 July 2007  [2007-10-24]. （原始内容存档于2012-05-26）.
- Menzel, D. H.; Minnaert, M.; Levin, B.; Dollfus, A.; Bell, B. . Space Science Reviews. 1971, 12 (2): 136–186. Bibcode:1971SSRv...12..136M. doi:10.1007/BF00171763.
- Moore, Patrick. . Sterling Publishing Co. 2001. ISBN 978-0-304-35469-6.
- Price, Fred W. . Cambridge University Press. 1988. ISBN 978-0-521-33500-3.
- Rükl, Antonín. . Kalmbach Books. 1990. ISBN 978-0-913135-17-4.
- Webb, Rev. T. W.  6th revised. Dover. 1962. ISBN 978-0-486-20917-3.
- Whitaker, Ewen A. . Cambridge University Press. 1999. ISBN 978-0-521-62248-6.
- Wlasuk, Peter T. . Springer. 2000. ISBN 978-1-85233-193-1.